# Soyuz 39
Soyuz 39 fue una misión de una nave Soyuz 7K-T lanzada el 22 de marzo de 1981 desde el cosmódromo de Baikonur con dos cosmonautas a bordo hacia la estación espacial Salyut 6, siendo uno de ellos el mongol Zhugderdemidiyn Gurragcha, lanzado en el marco del programa Intercosmos.
La misión de Soyuz 39 consistía en acoplarse a la estación Salyut 6 para realizar diversos experimentos científicos, estando la estación ocupada por los tripulantes de la misión Soyuz T-4. El 24 de marzo los tripulantes instalaron un detector de rayos cósmicos y el 26 realizaron el experimento Illyuminator (ventana de observación) para estudiar la degradación de las ventanas de observació de la estación. El día 28 retiraron el detector de rayos cósmicos y durante ese día y el siguiente se dedicaron a la observación terrestre, centrándose en el territorio de Mongolia.
La Soyuz 39 regresó el 30 de marzo de 1981.

## Tripulación
- Vladimir Dzhanibekov (Comandante)
- Zhugderdemidiyn Gurragcha (Especialista científico de Mongolia)

## Tripulación de respaldo
- Vladimir Lyakhov (Comandante)
- Maidarzhavyn Ganzorig (Especialista científico de Mongolia)